# 川田博美
川田 博美（かわた ひろよし、1922年11月26日 - 2004年2月14日）は、日本の実業家。日刊スポーツ新聞社2代目取締役会長。徳島県出身。父は日刊スポーツ新聞社創業者の川田源一、長男は同社現取締役会長兼社長の川田員之。
武蔵工業専門学校出身という経歴を生かし、活字の手拾い作業のオートメーション化や、紙面のカラー化を推進するための日刊式インシレーターの開発（1967年）、新聞ファクシミリを使用した現地での印刷の成功（1977年）などに尽力した。コンピューターでの新聞製作システム「NEPS」の開発にも携わった。

## 経歴
- 1922年11月26日 - 徳島県那賀郡羽ノ浦村（現在の阿南市羽ノ浦町）に生まれる。
- 1944年 - 武蔵工業専門学校（現在の東京都市大学）を卒業。
- 1951年5月 - 東京都建設局、滝山会を経て、父の川田源一が創業した日刊スポーツ新聞社に入社。
- 1952年8月7日 - 日刊スポーツ印刷社取締役に就任。
- 1952年11月27日 - 日刊スポーツ新聞社常務取締役兼資材部長に就任。
- 1953年5月1日 - 滝山会代表取締役社長に就任。
- 1956年11月27日 - 日刊スポーツ新聞社および日刊スポーツ印刷社取締役社長に就任。
- 1957年12月14日 - 大阪日刊スポーツ新聞社取締役に就任。
- 1962年5月1日 - 日刊スポーツ新聞北海道本社取締役に就任。
- 1977年6月22日 - 日刊スポーツ印刷社代表取締役会長に就任。
- 1983年6月23日 - 日刊スポーツ新聞社代表取締役会長に就任。
- 2003年6月26日 - 日刊スポーツ新聞社取締役会長に就任。
- 2004年2月14日 - 午前3時15分、心不全のため都内の自宅で死去[1][2]。